# Japan
Japan (japanski: 日本, Nippon ili Nihon, službeno: 日本国, Nippon-koku ili Nihon-koku) otočna je država u istočnoj Aziji smještena na lancu otoka istočno od Azijskog kontinenta, na zapadnom rubu Pacifičkog oceana sjeverno od Istočnokineskog mora. Japan čini otočje od 6852 otoka, a najveći otoci sa sjevera prema jugu su: Hokkaido, Honshu, Shikoku i Kyushu koji čine više od 97 % površine. Veći broj manjih otoka okružuje ova četiri, kao i grupe udaljenih otoka Okinawa i Ryukyu.
Japansko je otočje dio pacifičkoga vatrenog prstena i nastalo je kao posljedica podvlačenja Filipinske i Tihooceanske litosferne ploče pod Euroazijsku. Dva japanska slova koja označavaju ime Japana znače "izvor sunca" pa se tako cijela zemlja često naziva "Zemlja Izlazećeg Sunca". Japansko otočje vulkanskog je podrijetla pa je dio geološki izrazito nemirnog prostora obala Tihog oceana, tvz. vatrenog prstena. Brojni potresi i vulkani glavno su obilježje Japana. Najpoznatiji vulkan je Fuji koji je ujedno i najviši vrh Japana (3776 m). Japan je planinska zemlja, jer oko 80 % površine čine planine. Oko 66 % površine prekriveno je šumama.
Po državnom uređenju Japan je ustavna parlamentarna monarhija s carem na čelu. Japan je deseta zemlja svijeta po broju stanovnika s nešto manje od 128 milijuna, od kojih 99 % čine Japanci. Glavni grad je Tokio (東京) koji sa susjednim gradovima ima oko 32 milijuna stanovnika te je najveće metropolitansko područje svijeta.
Japan je jedna od vodećih svjetskih sila. Po nominalnom BDP-u treća je svjetska ekonomija, a po Paritetu kupovne moći također je treći, iza SAD-a i Kine. Japan je četvrti svjetski izvoznik i šesti uvoznik. Jedan je od tehnološki najrazvijenijih država svijeta, vodeći na mnogim poljima znanstvenih istraživanja posebice u elektronici i robotici. S više od 130 milijardi USD ulaganja u znanstvena istraživanja, treći je na Svijetu. Japan je član Ujedinjenih naroda, G8, G4, OECD-a i APEC-a.